# James Karr
James Richard Karr (* 18. November 1948 in Odessa, Texas) ist ein US-amerikanischer Biologe und  Professor für Ökologie an der University of Illinois.
Karr leitete lange die Abteilung „Aquatische Ökologie“ und beschäftigte sich stark mit Fischereibiologie. Er gilt als einer der Väter der Idee der Ökologischen Integrität, die heute im Konzept der Ökosystemgesundheit (ecologial health) diskutiert wird.
Karr erhielt einen B. S an der Iowa State University und 1967 einen M. Sc. und einen Ph.D. Abschluss an der University of Illinois. Seine These zum Master lautete An Analysis of Relationships Between Habitat and Avian Diversity on Strip-mined Land und sein Dissertationsthema aus dem Jahr 1970 trug den Titel A comparative study of the structure of avian communities in selected tropical and temperate habitats. Er arbeitete als Berater für die USEPA, USDA-SCS und weiteren Organisationen amerikanischer Länder (u. a. in Venezuela). Sein Hauptarbeitsgebiet waren dabei das Management und die Bewertung aquatischer Systeme.